# God Is My DJ
God Is My DJ è il 15° album in studio di Alice, pubblicato nel 1999.

## Descrizione
L'intento del progetto è una "ricerca del sacro nella musica", come dichiarato dall'artista stessa. God is my dj mescola opere e autori spesso differenti fra loro, ma tutti perfettamente integrati nel mondo musicale di Alice, per tematiche e atmosfere. Infatti, alcune tracce del disco erano già state interpretate una prima volta in altrettanti lavori dell'artista, come Mélodie passagère (Pie Jesu), Il sole nella pioggia (Orléans), Mezzogiorno sulle Alpi (Madre notte e Istenem, istenem, tradizionale ungherese inserito nel singolo In viaggio sul tuo viso). Inoltre, vi sono due brani scritti da Franco Battiato, indubbiamente una parte integrante del percorso musicale della cantante.
Il progetto God Is My DJ aveva esordito dal vivo nel 1998, all'interno della rassegna "La musica dei cieli" a Milano il cui programma comprendeva altri brani tratti dal repertorio di Alice, quali Il cielo sopra il cielo (Exit) Il sole nella pioggia (Il sole nella pioggia), Dammi la mano amore (Charade) e Nomadi (Park Hotel).
Il disco è stato fortemente voluto dall'artista, al punto da accettare la partecipazione al Festival di Sanremo l'anno dopo (con conseguente pubblicazione di una raccolta di successi), fortemente voluta, invece, dalla WEA.

## Tracce
1. Jesus blood never failed me yet (Gavin Bryars - 1974) - 1:20
2. Calling all angels (Jane Siberry - 1991) - 4:56
3. Madre notte (Alice, Messina, Fresu - 1992) - 1:32
4. Kyrie (Florian Fricke/Popol Vuh - 1972) - 5:26
5. L'ombra della luce (Franco Battiato - 1989) - 3:55
6. Victimae paschali laudes (Anonimo - XI secolo) - 1:53
7. Where will I be? (David Crosby - 1972) - 3:27
8. L'oceano di silenzio (Franco Battiato, Fleur Jaeggy - 1988) - 4:15
9. Unerhiireke (Livonian Heritage, Veljo Tormis - 1970) - 2:51
10. Für Alina (Arvo Pärt - 1976) - 1:45
11. Istenem istenem (Tradizionale Ungherese) - 1:42
12. Orléans (Tradizionale - Arr. vocale David Crosby) - 1:05
13. Ághios o theós (Anonimi cividalesi - XIV secolo) - 1:40
14. Refugee's theme (Eleni Karaindrou -1991) - 2:18
15. Pie Jesu (Messe de requiem op.48, Gabriel Fauré - 1888) - 5:00

## Formazione
- Alice - voce, cori, tastiera
- Marco Guarnerio - chitarra acustica, cori, chitarra elettrica
- Mauro Spina - batteria
- Michele Fedrigotti - tastiera, cori
- Francesco Messina - tastiera addizionale, programmazione
- Alberto Tafuri - programmazione
- Simone D'Eusanio - violino
- Ines Hrelia - violoncello